# Sông Berda
Berda (tiếng Ukraina: Берда) là một sông ở Ukraine, chảy qua các huyện Bilmak và Berdiansk của tỉnh Zaporizhzhia. Sông chảy vào biển Azov.

## Mô tả
Chiều dài của sông là 125 km, diện tích lưu vực là 1.750 km². Độ dốc của sông là 2,1 m/km. Thung lũng sông ở thượng lưu và trung lưu chủ yếu có dạng hình thang, rộng 3 km và sâu 50 m; sườn bờ hữu của sông ở nhiều nơi cao hơn nhiều so với bên bờ tả, bị chia cắt bởi các lạch cạn và khe núi. Bãi bồi của sông tại đầu nguồn nằm ở một phía và rộng 100 m, phía dưới nằm ở hai bên, nhiều nơi sình lầy. Sông uốn lượn, sâu 1,5 m, rộng 6–10 m, có lúc tràn đến 15–25 m. Một phần sông có lau sậy mọc um tùm. Đáy sông là cát, đôi khi có đá tảng. Nguồn nước sông là từ tuyết và nước ngầm. Lũ mùa xuân là điểm đặc trưng. Sông đóng băng vào tháng 12, tan băng vào tháng 2, lớp băng không ổn định. Sông được sử dụng để tưới tiêu, cung cấp nước, giải trí. Sông được điều tiết bằng các hồ chứa, ao. Hồ chứa nước Berdyansk gần làng Osypenko được xây dựng vào năm 1954, cung cấp nước cho thành phố Berdyansk.. Các khu vực nghỉ dưỡng được xây dựng trên bờ sông. Trên bờ sông có các mỏ than chì.

## Vị trí
Berda bắt nguồn từ phía tây bắc của làng Vershyna Druha, trong ranh giới của cao nguyên Azov. Đầu tiên sông chảy về phía đông, sau đó về phía đông nam, tại điểm hợp lưu với sông Karatysh thì quay sang phía tây nam, ở phần hạ lưu chảy theo phía nam, ở phần cửa sông là phía đông nam. Trong 25 km từ Kalaitanivka đến Bilotserkivka, sông chảy dọc theo ranh giới với tỉnh Donetsk. Sông chảy vào biển Azov ở phía đông bắc của thành phố Berdyansk.

## Tự nhiên
Cá chày thường (Scardinius erythrophthalmus ), cá lơxicút (Leuciscus cephalus), cá diếc ( Carassius ), cá chó  ( Esox lucius ) sống trong sông. Sông chảy qua khu vực thảo nguyên, vì vậy bờ của nó được đặc trưng bởi thảm thực vật thảo nguyên và đồng cỏ. Dọc hai bên bờ có những dải rừng nhân tạo. Các mỏm đá granit có thể được quan sát trên bờ sông.

## Lịch sử
Các tên cổ của sông là Hipakiris, Agara, Agarlibert, Kayala, Kayalibert. Vào những năm 1770, theo sắc lệnh của Nữ hoàng Nga Yekaterina II ngày 10 tháng 5 năm 1770, đế quốc bắt đầu xây dựng một phòng tuyến Dnepr kiên cố bao gồm bảy pháo đài, cách nhau 30 verst (~30 km), chúng nằm dọc theo sông Berda và Kinska, việc xây dựng tiến hành trong thập niên đó. Kỹ sư quân sự nổi tiếng người Nga, trung tướng Mikhail Alekseyevich Dedeniov được bổ nhiệm làm người xây dựng tuyến phòng thủ, và Shcherbinin được chỉ định làm quan sát viên.

## Hình ảnh

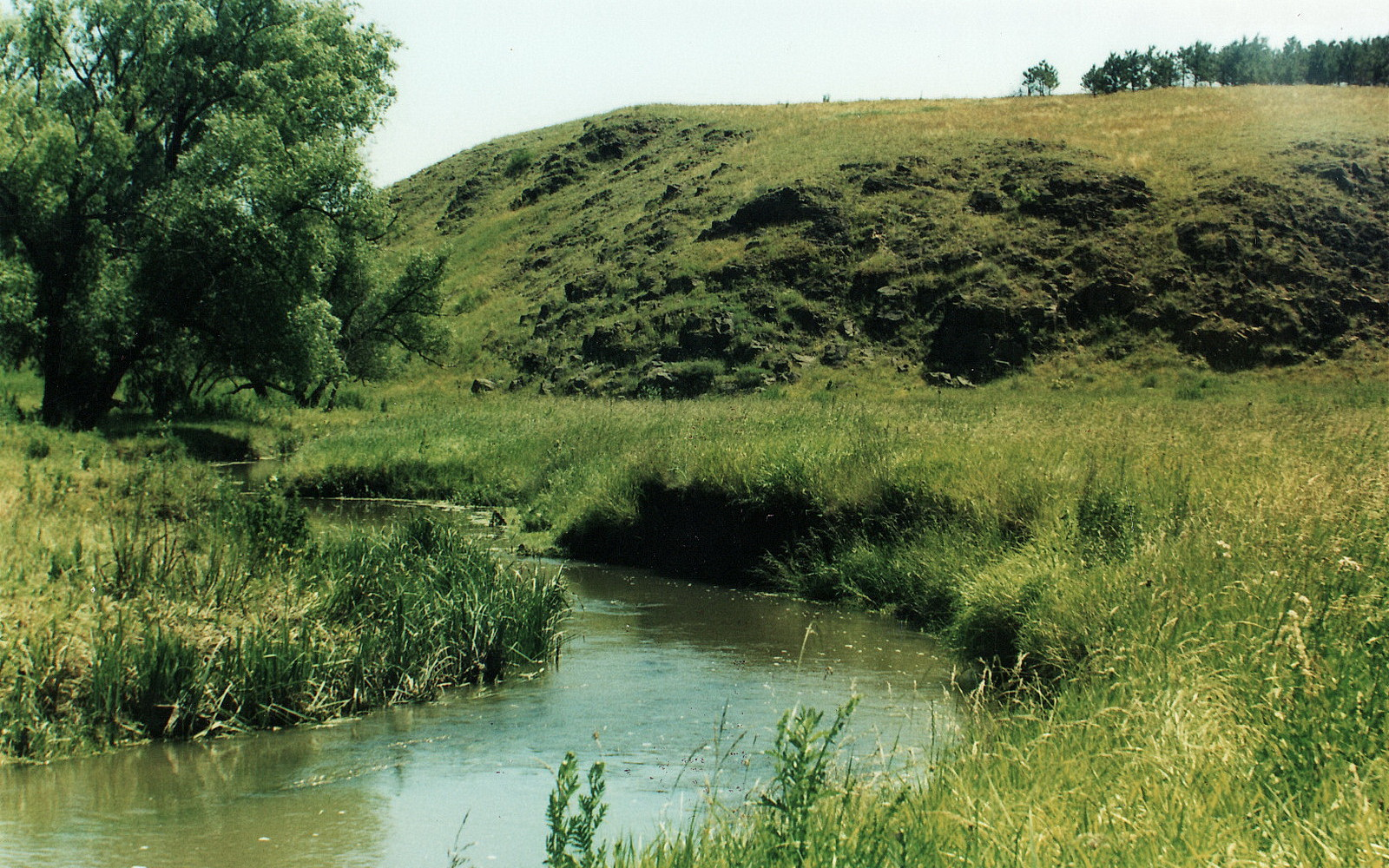
Đoạn sông giữa Bilotserkivka và Sachky
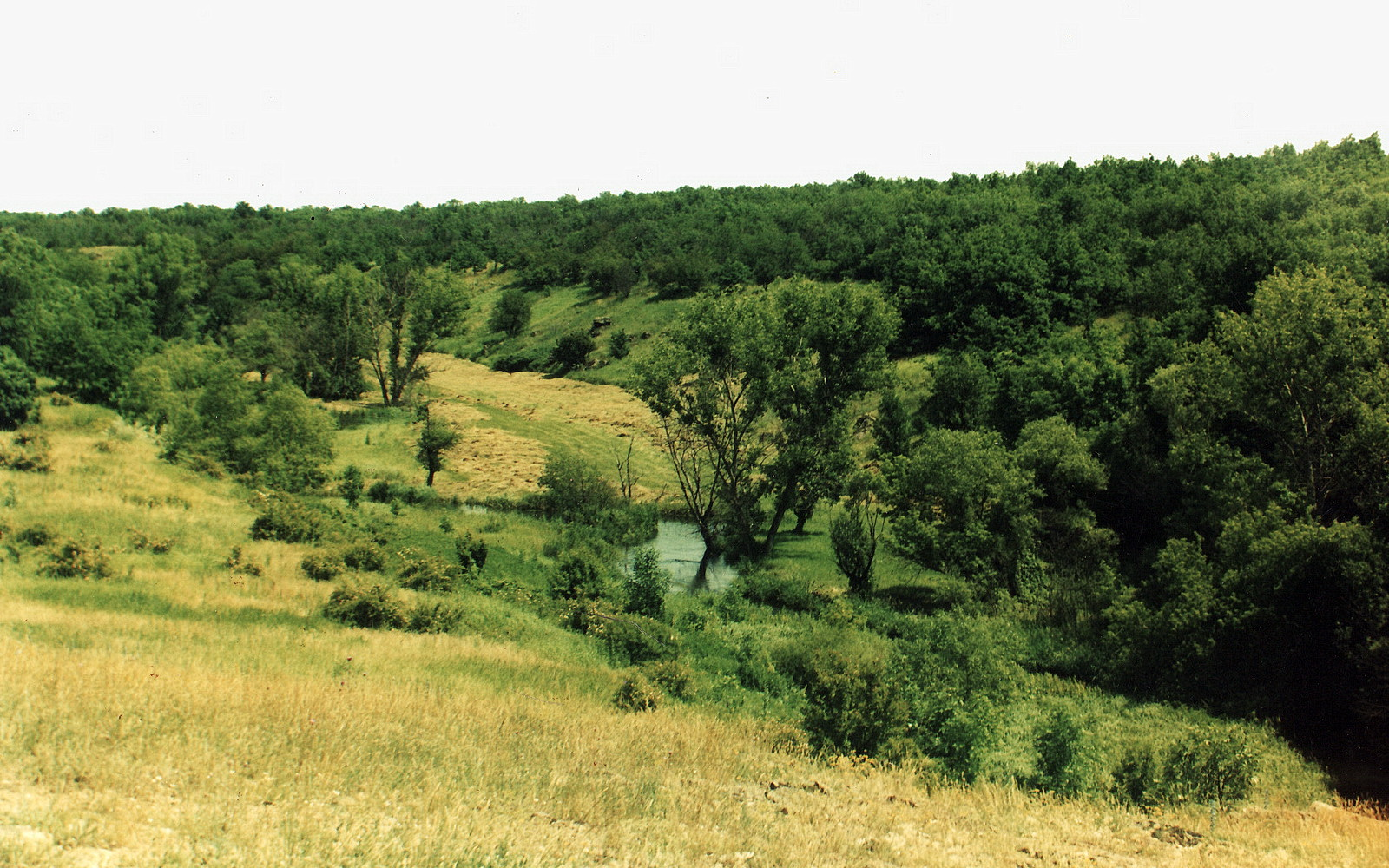
Đoạn sông giữa Sachy và Dolbino
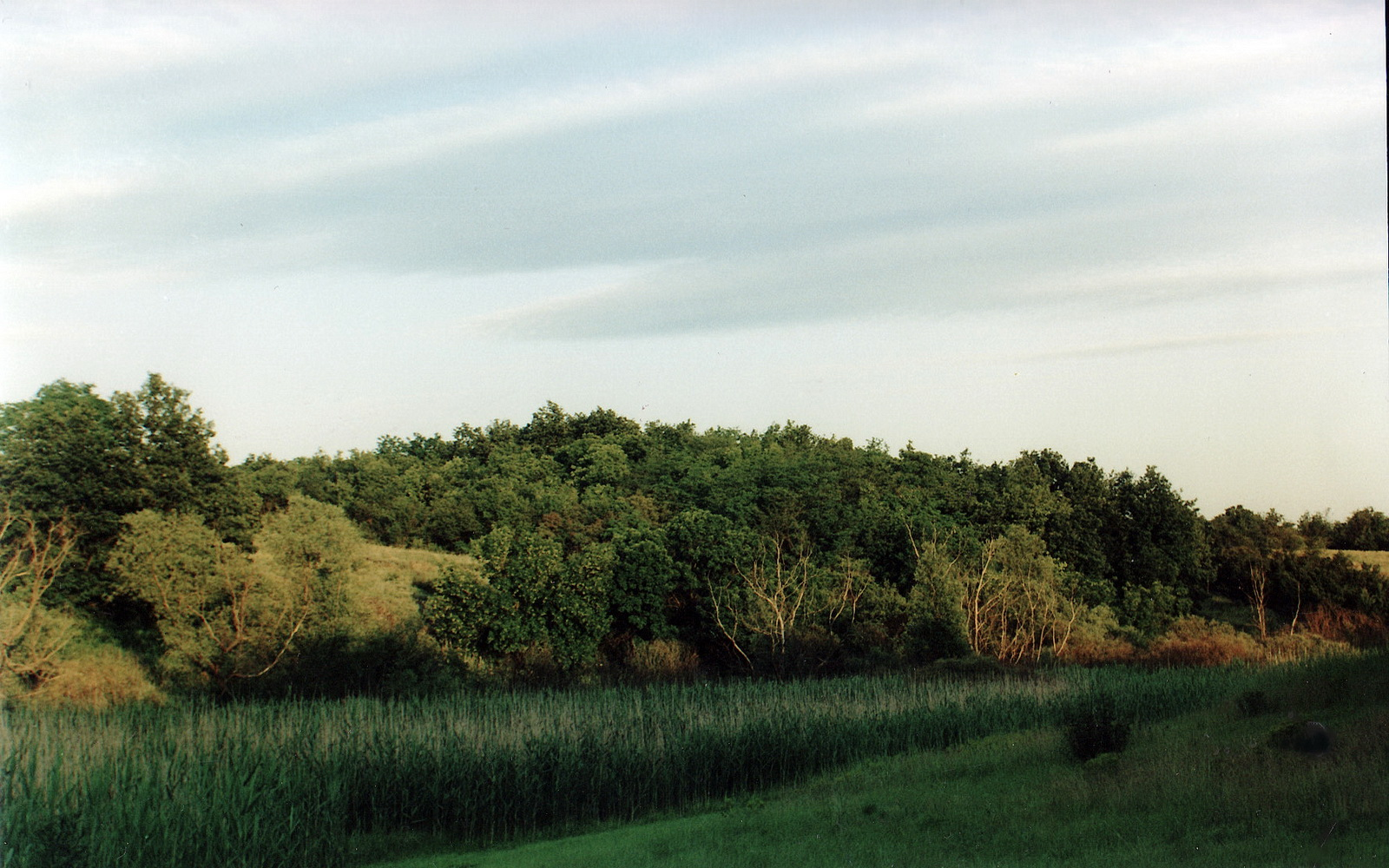
Đoạn sông giữa Dolbino và Kalaitanivka
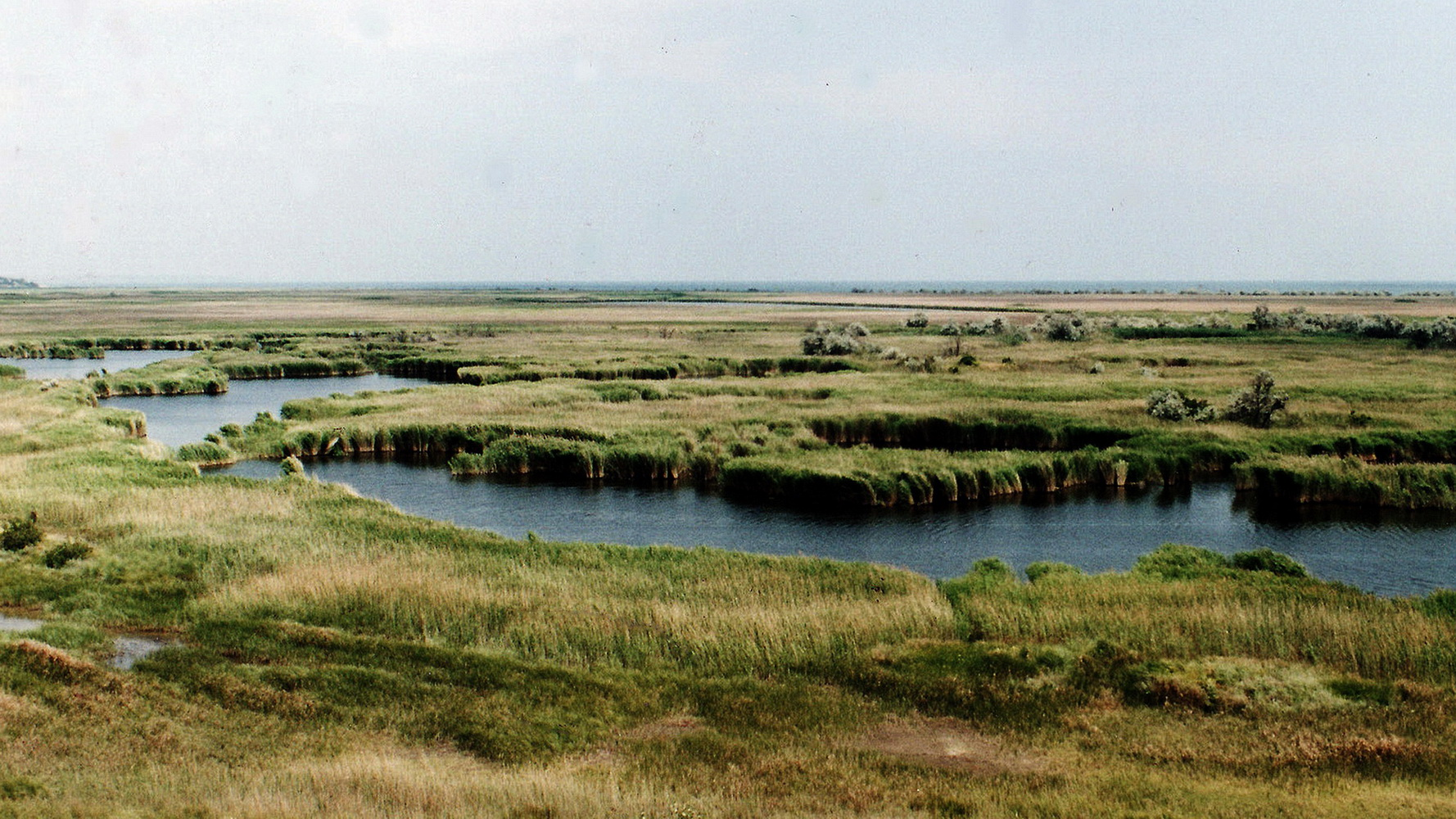
Đoạn sông ngoại vi Staropetrivka
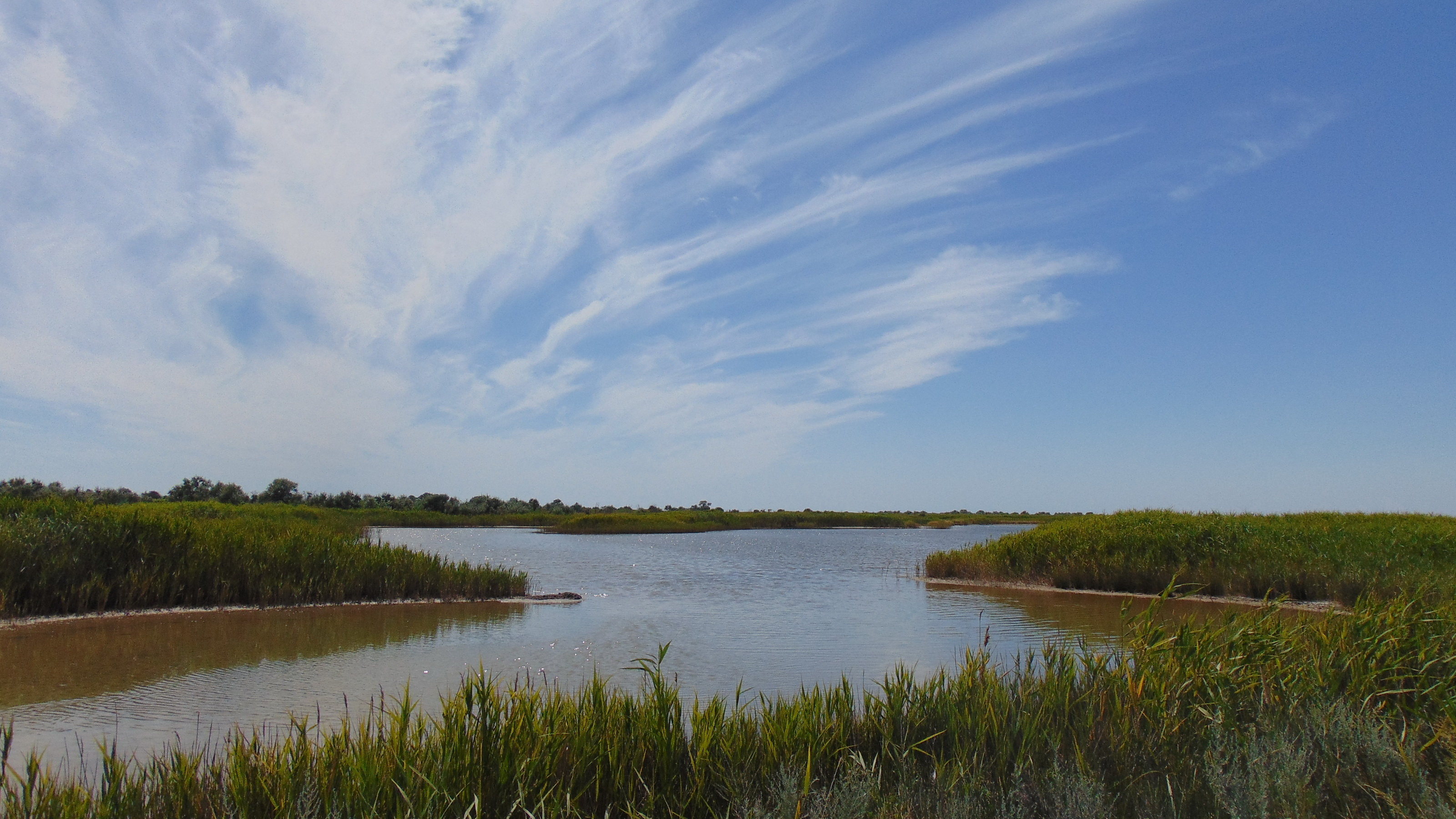
Vùng bãi bồi của sông